# 周文 (秦朝)
周文（?—?），字章，陳郡人，秦末民變軍事人物，陳勝部將，为首个攻克函谷关的将领，在澠池兵败于章邯后自刎而死。

## 簡介
周文曾經是楚國大將項燕軍中的日者，也曾是春申君的門客；大澤起兵時追隨陳勝，自稱素通兵法，陳勝命周文為將軍，由陳縣進攻關中。
周文沿途徵兵，號稱士兵十萬人，戰車千輛，破函谷關，駐兵戲水（今陝西臨潼）。秦朝少府章邯武裝了在驪山服勞役的數十萬囚犯，起兵攻打周文。周文敗退，卻等不到救援，沿路敗退曹陽（今河南靈寶東）等地，在澠池被秦兵追擊，周文自刎。